# Classe laterale
La classe laterale (in inglese coset) è un concetto matematico, utile nella teoria dei gruppi. Tramite questa nozione si definiscono i concetti di sottogruppo normale e di gruppo quoziente.

## Definizione
Sia {\displaystyle (G;\cdot )} un gruppo e sia {\displaystyle H} un suo sottogruppo e {\displaystyle a\in G}. Nel seguito utilizziamo per l'operazione di gruppo la notazione {\displaystyle a\cdot b=ab}. La classe laterale destra (o più semplicemente il laterale destro) di {\displaystyle H} in {\displaystyle G} rappresentato da {\displaystyle a} è l'insieme:
{\displaystyle Ha=\{b\in G\,|\,b=ha,h\in H\},}
cioè fissato un elemento {\displaystyle a} di {\displaystyle G} detto rappresentante della classe, si fa il prodotto {\displaystyle b=ha} dove {\displaystyle h} è un qualsiasi elemento del sottogruppo {\displaystyle H.}
Simmetricamente si definisce la classe laterale sinistra (o laterale sinistro) di {\displaystyle H} in {\displaystyle G} rappresentato da {\displaystyle a} come l'insieme:
{\displaystyle aH=\{b\in G\,|\,b=ah,h\in H\}.}

### Descrizione tramite classi di equivalenza
È possibile descrivere ogni classe laterale destra come una classe d'equivalenza rispetto alla relazione di equivalenza {\displaystyle \sim _{H\cdot }} definita in {\displaystyle G} ponendo per {\displaystyle a,b\in G}:
{\displaystyle a\sim _{H\cdot }b\Longleftrightarrow ba^{-1}\in H\Longleftrightarrow b\in Ha.}
La classe di equivalenza contenente l'elemento {\displaystyle g} è proprio {\displaystyle Hg}: infatti {\displaystyle g=eg}, dove {\displaystyle e} è l'elemento neutro di {\displaystyle G}: quindi {\displaystyle e\in H} perché {\displaystyle H} è un sottogruppo.
Anche ogni classe laterale sinistra può essere definita con una relazione di equivalenza analoga:
{\displaystyle a\sim _{\cdot H}b\Longleftrightarrow a^{-1}b\in H\Longleftrightarrow b\in aH.}
L'insieme quoziente destro o sinistro mediante la relazione di equivalenza, cioè l'insieme o collezione delle classi laterali distinte o disgiunte in cui è partizionato {\displaystyle G} si definisce come:
{\displaystyle G/\sim _{\cdot H}:=\{xH\,|\,x\in G\},}
{\displaystyle G/\sim _{H\cdot }:=\{Hx\,|\,x\in G\},}
dove l'elemento {\displaystyle x} è il rappresentante della classe laterale. Nel caso di un gruppo abeliano {\displaystyle G} si ha sempre
{\displaystyle G/\sim _{\cdot H}=G/\sim _{H\cdot },\qquad \forall H\leq G,}
cioè le partizioni destre e sinistre coincidono e quindi qualsiasi sottogruppo è sempre normale. Nel caso non abeliano si possono avere sottogruppi normali e non.

## Proprietà
Osserviamo che, a causa delle due equivalenze {\displaystyle \sim _{H\cdot }} e {\displaystyle \sim _{\cdot H}}, sia i laterali sinistri che i destri del gruppo {\displaystyle G} sono sottoinsiemi mutuamente disgiunti del gruppo. Quindi le due applicazioni
{\displaystyle {\begin{aligned}\phi _{\cdot H}\colon H&\to xH\\h&\mapsto xh,\end{aligned}}}
{\displaystyle {\begin{aligned}\phi _{H\cdot }\colon H&\to Hx\\h&\mapsto hx,\end{aligned}}}
sono biunivoche e si possono esprimere con l'unica biiezione naturale
{\displaystyle {\begin{aligned}\phi _{H}\colon xH&\to Hx\\xh&\mapsto hx^{-1}.\end{aligned}}}
Per cui due qualsiasi classi laterali possono essere facilmente messe in corrispondenza biunivoca: da ciò deriva che esse hanno tutte la stessa cardinalità. Cioè in ogni gruppo le classi laterali sinistre sono tante quante le classi laterali destre: tale numero, sia esso finito o infinito, è detto indice del sottogruppo {\displaystyle H} nel gruppo {\displaystyle G}, e si denota con più simboli a seconda del testo utilizzato
{\displaystyle i(H)=(G:H)=[G:H].}
In particolare, se {\displaystyle G} è finito e ha {\displaystyle n} elementi, e {\displaystyle H} ha {\displaystyle m} elementi, si ha {\displaystyle n=m\cdot i(H)}: quindi la cardinalità di ogni sottogruppo {\displaystyle H} di un gruppo finito {\displaystyle G} e il suo indice {\displaystyle i(H)} sono divisori della cardinalità di {\displaystyle G} (si veda  il teorema di Lagrange).
In generale le classi laterali sinistre e le classi laterali destre di un sottogruppo costituiscono due collezioni diverse; in altre parole le due equivalenze indotte sono diverse. Un sottogruppo {\displaystyle N} di {\displaystyle G} che definisce un'unica partizione, cioè tale che {\displaystyle gN=Ng,} per ogni {\displaystyle g\in G}, si dice sottogruppo normale di {\displaystyle G}; in genere tale partizione è formata da {\displaystyle i(H)} classi cioè dal valore dell'indice di {\displaystyle H.} Quando un sottogruppo forma una partizione che consiste di solo due classi laterali sinistre o destre cioè l'indice del sottogruppo {\displaystyle H} diventa {\displaystyle [G:H]=2,} allora {\displaystyle H=N} cioè è normale ma non vale il viceversa. In qualsiasi gruppo i due sottogruppi banali sono normali. La definizione data consente di passare dall'insieme quoziente alla definizione di gruppo quoziente i cui elementi sono le classi laterali sinistre o, indifferentemente, quelle destre. Cioè:
{\displaystyle G/\sim _{\cdot H}=G/\sim _{H\cdot }=G/N}
e in tale gruppo abbiamo:
- {\displaystyle xH\circ yH=xyH} che equivale a {\displaystyle Hx\circ Hy=Hxy} come legge di composizione interna associativa;

{\displaystyle (xH\ yH)\ zH=xH\ (yH\ zH)\quad \forall xH,yH,zH\ \in G/N};
- {\displaystyle eH=He=eN=Ne} come elemento neutro;
- {\displaystyle {xH}^{-1}=x^{-1}H} come elemento inverso.

a cui viene associata una tabella di Cayley {\displaystyle i(H)\cdot i(H)}.
Casi particolari
- Casi particolari sono quelli dei sottogruppi impropri o banali. Sia {\displaystyle H=\{e\}}. In tal caso si ottiene

{\displaystyle a_{i}H=\{a_{i}\}=Ha_{i},\quad i=1,2,\ldots ,|G|,}
quindi i laterali destri e sinistri sono uguali e contengono un solo elemento per cui {\displaystyle i(H)=|G|} e il teorema di Lagrange diventa {\displaystyle |G|=|H|\cdot i(H)=1\cdot |G|}. L'altro caso è {\displaystyle H=G} e si ottiene
{\displaystyle a_{i}H=Ha_{i}=G,\quad i=1,2,\ldots ,|G|,}
quindi i laterali destri e sinistri coincidono con una sola classe di equivalenza per cui {\displaystyle i(H)=1} e il teorema di Lagrange diventa {\displaystyle |G|=|H|\cdot i(H)=|G|\cdot 1}.
- Se come elemento {\displaystyle x} rappresentativo della classe prendiamo l'elemento neutro di {\displaystyle G} si ha

{\displaystyle eH=\{y\in G|e^{-1}y=ey=y\in H\}=H}
{\displaystyle He=\{y\in G|ye^{-1}=ye=y\in H\}=H}
{\displaystyle eH=H=He}
con {\displaystyle e} elemento neutro di {\displaystyle G}. Quindi il laterale destro e sinistro sono uguali e coincidenti con {\displaystyle H.}

## Esempi

### Gruppo simmetrico
Questo esempio considera un gruppo non abeliano di ordine finito. Il gruppo simmetrico {\displaystyle S_{3}} ha legge di composizione non commutativa
{\displaystyle \alpha \circ \beta ={\begin{pmatrix}1&2&3\\\alpha (1)&\alpha (2)&\alpha (3)\end{pmatrix}}\circ {\begin{pmatrix}1&2&3\\\beta (1)&\beta (2)&\beta (3)\end{pmatrix}}={\begin{pmatrix}1&2&3\\\alpha (\beta (1))&\alpha (\beta (2))&\alpha (\beta (3))\end{pmatrix}}\neq \beta \circ \alpha }
elemento neutro ed opposto
{\displaystyle \mathrm {id} ={\begin{pmatrix}1&2&3\\1&2&3\end{pmatrix}}} cioè tutti gli elementi sono punti fissi.
{\displaystyle \alpha ^{-1}={\begin{pmatrix}1&2&3\\\alpha ^{-1}(1)&\alpha ^{-1}(2)&\alpha ^{-1}(3)\end{pmatrix}}} occorre scambiare le righe nella notazione 2-linea.
Consideriamo i sottogruppi di {\displaystyle S_{3}} il cui ordine sono divisori dell'ordine del gruppo {\displaystyle |S_{3}|=1\cdot 2\cdot 3=6} per il teorema di Lagrange. Quindi i divisori possibili sono 1, 2, 3, 6. Dalla teoria i divisori che sono numeri primi sono ordini di gruppi ciclici. Da una semplice analisi della tabella Cayley si ottengono:
- due sottogruppi normali banali {\displaystyle \{\mathrm {id} \}=\{C_{3}^{3}\}=\{(1)(2)(3)\}} ed {\displaystyle S_{3}=C_{3}\times C_{2}=<(1\ 3\ 2),(2\ 3)>} di ordini 1 e 6;
- il sottogruppo normale alternante {\displaystyle A_{3}=\{\mathrm {id} ,(1\ 2\ 3),(1\ 3\ 2)\}=C_{3}=\{C_{3}^{3},C_{3},C_{3}^{2}\}=<(1\ 3\ 2)>} che è un gruppo ciclico di ordine 3;
- tre sottogruppi delle riflessioni {\textstyle T_{2}^{'}=\{\mathrm {id} ,(2\ 3)(1)\}=\{C_{3}^{3},\sigma ^{'}\}=C_{2}^{'}=<(2\ 3)>}, {\displaystyle T_{2}^{''}=\{\mathrm {id} ,(1\ 3)(2)\}=\{C_{3}^{3},\sigma ^{''})\}=C_{2}^{''}=<(1\ 3)>} e {\displaystyle T_{2}^{'''}=\{\mathrm {id} ,(1\ 2)(3)\}=\{C_{3}^{3},\sigma ^{'''}\}=C_{2}^{'''}=<(1\ 2)>} che sono gruppi ciclici di ordine 2.

Quindi ci sono sei sottogruppi di cui tre normali. Abbiamo utilizzato la notazione ciclica e i simboli dei gruppi ciclici di ordine 2 e 3. Vogliamo conoscere le loro classi laterali. Iniziamo dal caso semplice dei due sottogruppi banali:
{\displaystyle H=\{\mathrm {id} \},\qquad C_{3}^{3}\ H=H\ C_{3}^{3}=\{C_{3}^{3}\},\cdots ,\sigma ^{'''}\ H=H\ \sigma ^{'''}=\{\sigma ^{'''}\},}
quindi 6 classi laterali destre e sinistre coincidenti e l'indice diventa {\displaystyle [S_{3}:\{\mathrm {id} \}]=6.}
{\displaystyle H=S_{6},\qquad C_{3}^{3}\ H=H\ C_{3}^{3}=\cdots =\sigma ^{'''}\ H=H\ \sigma ^{'''}=S_{3},}
quindi una sola classe laterale destra e sinistra coincidente e l'indice diventa {\displaystyle [S_{3}:S_{3}]=1.}
{\displaystyle H=T_{2}^{'}.}
Utilizziamo la tabella Cayley del gruppo (con la convenzione che il primo fattore è quello della riga) e la tabella seguente dove fissiamo un elemento {\displaystyle x_{i}\in G,} per {\displaystyle i=1,2,\ldots ,6}, in questo caso {\displaystyle x_{i}=C_{3}^{2}} e quindi {\displaystyle x_{i}^{-1}=C_{3}} e poi lo componiamo con qualsiasi elemento {\displaystyle x_{k}\in G,} per {\displaystyle k=1,2,\ldots ,6}. Per quei prodotti che stanno in H troviamo gli {\displaystyle x_{k}\in x_{i}H}. Stessa procedura per  trovare gli {\displaystyle x_{k}\in Hx_{i}}.
| {\displaystyle x_{i}}     | {\displaystyle x_{i}^{-1}} | {\displaystyle x_{k}}         | {\displaystyle x_{i}^{-1}\,x_{k}}                     |
| ------------------------- | -------------------------- | ----------------------------- | ----------------------------------------------------- |
| {\displaystyle C_{3}^{2}} | {\displaystyle C_{3}}      | {\displaystyle C_{3}^{3}}     | {\displaystyle C_{3}\ C_{3}^{3}=C_{3}}                |
|                           |                            | {\displaystyle C_{3}^{2}}     | {\displaystyle C_{3}\ C_{3}^{2}=C_{3}^{3}\in H}       |
|                           |                            | {\displaystyle C_{3}}         | {\displaystyle C_{3}\ C_{3}=C_{3}^{2}}                |
|                           |                            | {\displaystyle \sigma ^{'}}   | {\displaystyle C_{3}\ \sigma ^{'}=\sigma ^{''}}       |
|                           |                            | {\displaystyle \sigma ^{''}}  | {\displaystyle C_{3}\ \sigma ^{''}=\sigma ^{'''}}     |
|                           |                            | {\displaystyle \sigma ^{'''}} | {\displaystyle C_{3}\ \sigma ^{'''}=\sigma ^{'}\in H} |
| {\displaystyle x_{i}}     | {\displaystyle x_{i}^{-1}} | {\displaystyle x_{k}}         | {\displaystyle x_{k}\,x_{i}^{-1}}                    |
| ------------------------- | -------------------------- | ----------------------------- | ---------------------------------------------------- |
| {\displaystyle C_{3}^{2}} | {\displaystyle C_{3}}      | {\displaystyle C_{3}^{3}}     | {\displaystyle C_{3}^{3}\ C_{3}=C_{3}}               |
|                           |                            | {\displaystyle C_{3}^{2}}     | {\displaystyle C_{3}^{2}\ C_{3}=C_{3}^{3}\in H}      |
|                           |                            | {\displaystyle C_{3}}         | {\displaystyle C_{3}\ C_{3}=C_{3}^{2}}               |
|                           |                            | {\displaystyle \sigma ^{'}}   | {\displaystyle \sigma ^{'}\ C_{3}=\sigma ^{'''}}     |
|                           |                            | {\displaystyle \sigma ^{''}}  | {\displaystyle \sigma ^{''}\ C_{3}=\sigma ^{'}\in H} |
|                           |                            | {\displaystyle \sigma ^{'''}} | {\displaystyle \sigma ^{'''}\ C_{3}=\sigma ^{''}}    |
abbiamo ottenuto {\displaystyle x_{i}H=C_{3}^{2}H=\{C_{3}^{2},\sigma ^{'''}\}} per il laterale sinistro e {\displaystyle Hx_{i}=HC_{3}^{2}=\{C_{3}^{2},\sigma ^{''}\}\neq C_{3}^{2}H} per quello destro.
Con questo modo di operare si ottengono i seguenti risultati:
{\displaystyle \sigma ^{'}H=C_{3}^{3}H=H\sigma ^{'}=HC_{3}^{3}=T_{2}^{'},}
{\displaystyle \sigma ^{''}H=C_{3}H=\{C_{3},\sigma ^{''}\}\neq \{C_{3}^{2},\sigma ^{''}\}=H\sigma ^{''}=HC_{3}^{2},}
{\displaystyle \sigma ^{'''}H=C_{3}^{2}H=\{C_{3}^{2},\sigma ^{'''}\}\neq \{C_{3},\sigma ^{'''}\}=H\sigma ^{'''}=HC_{3},}
e si può notare che due laterali destri o sinistri possono coincidere ma solo nel caso dell'elemento neutro le classi destra e sinistra coincidono. Comunque le classi sinistre diverse sono tre quanto quelle destre e sono disgiunte. Per cui l'indice di {\displaystyle H} in {\displaystyle S_{3}} ha valore {\displaystyle [S_{3}:T_{2}^{'}]=3.}
Stesso metodo si applica ai restanti sottogruppi, ottenendo il risultato:
| {\displaystyle \|H\|} | {\displaystyle H}                                                 | {\displaystyle G/\sim _{\cdot H}} | {\displaystyle G/\sim _{H\cdot }} | {\displaystyle [S_{3}:H]} |
| --------------------- | ----------------------------------------------------------------- | --- | --- | ------------------------- |
| 1                     | {\displaystyle \{\mathrm {id} \}=N}[postille 3]                   | {\displaystyle C_{3}^{3}\ H=\{C_{3}^{3}\},\cdots ,\sigma ^{'''}\ H=\{\sigma ^{'''}\}}                                                                                                | {\displaystyle H\ C_{3}^{3}=\{C_{3}^{3}\},\cdots ,H\ \sigma ^{'''}=\{\sigma ^{'''}\}}                                                                                                | 6                         |
| 2                     | {\displaystyle T_{2}^{'}=\{C_{3}^{3},\sigma _{'}\}}               | {\displaystyle {\begin{matrix}\sigma ^{'}H=C_{3}^{3}H=&T_{2}^{'}\\\sigma ^{''}H=C_{3}H=&\{C_{3},\sigma ^{''}\}\\\sigma ^{'''}H=C_{3}^{2}H=&\{C_{3}^{2},\sigma ^{'''}\}\end{matrix}}} | {\displaystyle {\begin{matrix}H\sigma ^{'}=HC_{3}^{3}=&T_{2}^{'}\\H\sigma ^{''}=HC_{3}^{2}=&\{C_{3}^{2},\sigma ^{''}\}\\H\sigma ^{'''}=HC_{3}=&\{C_{3},\sigma ^{'''}\}\end{matrix}}} | 3                         |
| 2                     | {\displaystyle T_{2}^{''}=\{C_{3}^{3},\sigma _{''}\}}             | {\displaystyle {\begin{matrix}\sigma ^{''}H=C_{3}^{3}H=&T_{2}^{''}\\\sigma ^{'}H=C_{3}^{2}H=&\{C_{3}^{2},\sigma ^{'}\}\\\sigma ^{'''}H=C_{3}H=&\{C_{3},\sigma ^{'''}\}\end{matrix}}} | {\displaystyle {\begin{matrix}HC_{3}^{3}=H\sigma ^{''}=&T_{2}^{''}\\HC_{3}^{2}=H\sigma ^{'''}=&\{C_{3}^{2},\sigma ^{'''}\}\\HC_{3}=H\sigma ^{'}=&\{C_{3},\sigma ^{'}\}\end{matrix}}} | 3                         |
| 2                     | {\displaystyle T_{2}^{'''}=\{C_{3}^{3},\sigma _{'''}\}}           | {\displaystyle {\begin{matrix}\sigma ^{'''}H=C_{3}^{3}H=&T_{2}^{'''}\\\sigma ^{''}H=C_{3}^{2}H=&\{C_{3}^{2},\sigma ^{''}\}\\\sigma ^{'}H=C_{3}H=&\{C_{3},\sigma ^{'}\}\end{matrix}}} | {\displaystyle {\begin{matrix}HC_{3}^{3}=H\sigma ^{'''}=&T_{2}^{'''}\\HC_{3}^{2}=H\sigma ^{''}=&\{C_{3},\sigma ^{''}\}\\HC_{3}=H\sigma ^{'}=&\{C_{3}^{2},\sigma ^{'}\}\end{matrix}}} | 3                         |
| 3                     | {\displaystyle A_{3}=\{C_{3}^{3},C_{3},C_{3}^{2}\}=N}[postille 3] | {\displaystyle {\begin{matrix}C_{3}^{3}H=C_{3}^{2}H=C_{3}H=&A_{3}\\\sigma ^{'}H=\sigma ^{''}H=\sigma ^{'''}H=&\{\sigma ^{'},\sigma ^{''},\sigma ^{'''}\}\\\end{matrix}}}             | {\displaystyle {\begin{matrix}HC_{3}=HC_{3}^{2}=HC_{3}^{3}=&A_{3}\\H\sigma ^{'}=H\sigma ^{''}=H\sigma ^{'''}=&\{\sigma ^{'},\sigma ^{''},\sigma ^{'''}\}\\\end{matrix}}}             | 2                         |
| 6                     | {\displaystyle S_{3}=N}[postille 3]                               | {\displaystyle C_{3}^{3}\ H=\cdots =\sigma ^{'''}\ H=S_{3}} | {\displaystyle H\ C_{3}^{3}=\cdots =H\ \sigma ^{'''}=S_{3}} | 1                         |

### Gruppo additivo
Adesso gli esempi vengono fatti su gruppi infiniti dove l'indice del sottogruppo ha valore finito. Sia {\displaystyle G} il gruppo additivo degli interi
{\displaystyle G=\mathbb {Z} =(\{\ldots ,-2,-1,0,1,2,\ldots \},+),}
cioè del gruppo interi relativi con la legge di composizione l'usuale addizione. Quindi abbiamo:
{\displaystyle \mathrm {id} =0} come elemento neutro;
{\displaystyle -a} come elemento opposto rispetto alla legge composizione;
{\displaystyle a+b=b+a,} per ogni {\displaystyle a,b\in G} cioè un gruppo abeliano.
Consideriamo come sottogruppo {\displaystyle H\leq \mathbb {Z} }
{\displaystyle H=(3\mathbb {Z} ,+)=(\{\ldots ,-6,-3,0,3,6,\ldots \},+).}
Allora le classi laterali destre di {\displaystyle H} in {\displaystyle G} sono i tre insiemi
{\displaystyle G/\sim _{H\cdot }=\{H+0,\ H+1,\ H+2\},}
dove abbiamo utilizzato la notazione per la classe laterale destra
{\displaystyle H+x=\{\ldots ,-6+x,\ -3+x,\ x,\ 3+x,\ 6+x,\ldots \},\qquad x=0,1,2,}
con {\displaystyle x} il rappresentante della classe. Questi tre insiemi suddividono l'insieme (o formano una partizione di) {\displaystyle \mathbb {Z} ,} quindi non ci sono altri laterali destri di {\displaystyle H.} Essendo l'addizione commutativa si ha pure:
{\displaystyle H+x=x+H,\qquad x=0,1,2.}
Cioè, ogni laterale sinistro di {\displaystyle H} è anche un laterale destro, e l'indice di {\displaystyle H} in {\displaystyle G} è semplicemente
{\displaystyle |G/\sim _{\cdot H}|=|G/\sim _{H\cdot }|=[G:H]=3.}
Quindi {\displaystyle H\trianglelefteq G,} cioè un sottogruppo normale con indice 3. (La stessa citazione mostra che ogni sottogruppo di un gruppo abeliano è normale.)
Generalizzando, sia {\displaystyle G} sempre il gruppo additivo degli interi, e consideriamo il generico sottogruppo {\displaystyle H}
{\displaystyle H=(n\mathbb {Z} ,+)=(\{\ldots ,-2n,-n,0,n,2n,\ldots \},+),}
dove {\displaystyle n} è un intero positivo. Allora i laterali destro e sinistro di {\displaystyle H} in {\displaystyle G} sono gli {\displaystyle n} insiemi (cioè l'indice di {\displaystyle H} in {\displaystyle G} è {\displaystyle [G:H]=n})
{\displaystyle G/\sim _{H\cdot }=\{n\mathbb {Z} +0,n\mathbb {Z} +1,\ldots ,n\mathbb {Z} +(n-1)\},}
{\displaystyle G/\sim _{\cdot H}=\{0+n\mathbb {Z} ,1+n\mathbb {Z} ,\ldots ,(n-1)+n\mathbb {Z} \},}
che sono coincidenti essendo {\displaystyle \mathbb {Z} } un gruppo abeliano. Una generica classe laterale destra con rappresentante {\displaystyle x} è un insieme del tipo:
{\displaystyle n\mathbb {Z} +x=\{\ldots ,-2n+x,-n+x,x,n+x,2n+x,\ldots \}.}
Non ci sono più di {\displaystyle n} laterali destri e sinistri, infatti {\displaystyle n\mathbb {Z} +n=n(\mathbb {Z} +1)=n\mathbb {Z} .}
Le classe laterale del sottogruppo normale {\displaystyle H=N=n\mathbb {Z} } forma un sottogruppo
{\displaystyle (n\mathbb {Z} +x,+)=(x+n\mathbb {Z} ,+)}
e viene detta classe di congruenza di {\displaystyle x} modulo {\displaystyle n.} Il sottogruppo {\displaystyle H=n\mathbb {Z} } è normale nel gruppo {\displaystyle G=\mathbb {Z} ,} e quindi, ha senso formare il gruppo quoziente
{\displaystyle G/H=G/N=\mathbb {Z} /(n\mathbb {Z} )=\{n\mathbb {Z} +x=x+n\mathbb {Z} |x\in \mathbb {Z} \},}
detto gruppo additivo degli interi modulo {\displaystyle n} a cui viene associata una tabella Cayley {\displaystyle n\times n.}

### Spazi vettoriali
Un altro esempio di classi laterali viene dalla teoria degli spazi vettoriali dove l'indice del sottogruppo ha valore infinito. Sia {\displaystyle G} un gruppo coincidente con uno spazio vettoriale {\displaystyle V}. Gli elementi (vettori) di uno spazio vettoriale formano un gruppo abeliano con legge di composizione l'usuale addizione vettoriale. Quindi abbiamo
{\displaystyle \mathrm {id} =0_{V}} il vettore nullo come elemento neutro;
{\displaystyle -v} come elemento opposto rispetto alla legge composizione;
{\displaystyle v_{1}+v_{2}=v_{2}+v_{1},\quad \forall v_{1},\ v_{2}\in G,} cioè {\displaystyle V} è un gruppo abeliano.
I sottospazi di uno spazio vettoriale sono i sottogruppi di questo gruppo. Nello spazio {\displaystyle \mathbb {R} ^{3}} tali sottospazi, dovendo contenere l'elemento neutro {\displaystyle 0_{V},} sono rette e piani passanti per l'origine {\displaystyle O=(0,0,0)=0_{V}} del sistema di riferimento. Fissiamo allora un sottospazio {\displaystyle W=H} e un vettore {\displaystyle x} di {\displaystyle V}, consideriamo le classi laterali di tale elemento fissato:
{\displaystyle x+W=\{\mathbf {v} \in V\mid \mathbf {v} =\mathbf {x} +\mathbf {w} ,\mathbf {w} \in W\},}
dove {\displaystyle x} è il rappresentante della classe. Queste classi formano una partizione di {\displaystyle V}, cioè sono digiunti:
{\displaystyle (x+W)\cap (y+W)=\varnothing ,\quad \forall x,y\in V,x\neq y.}
Tali classi laterali sono detti sottospazi affini di {\displaystyle V} paralleli a {\displaystyle W}, e i laterali destri {\displaystyle W+x} e sinistri {\displaystyle x+W} coincidono essendo il gruppo abeliano, cioè {\displaystyle x+W=W+x}. Quindi {\displaystyle W} è un sottogruppo normale ed ammette in questo caso:
{\displaystyle |G/\sim _{\cdot H}|=|G/\sim _{H\cdot }|=[G:H]=\infty .}
Allora definiamo lo spazio vettoriale quoziente (gruppo quoziente) come l'insieme di tutti questi sottospazi affini
{\displaystyle G/\sim _{\cdot H}=G/\sim _{H\cdot }=V/W=\{x+W|x\in V\}.}
In {\displaystyle \mathbb {R} ^{3}} questi sottospazi affini sono tutte le rette o piani paralleli al sottospazio con il vettore nullo {\displaystyle W}, che sappiamo rappresentare una retta o un piano passante per l'origine. Ad esempio, consideriamo il piano {\displaystyle \mathbb {R} ^{2}}. Se {\displaystyle r} denota una retta passante per l'origine {\displaystyle O,} allora {\displaystyle r} è un sottogruppo del gruppo abeliano {\displaystyle \mathbb {R} ^{2}}. Se {\displaystyle P} è un punto di {\displaystyle \mathbb {R} ^{2}}, allora la classe laterale
{\displaystyle P+r=r+P}
indica il sottospazio rappresentato da una retta {\displaystyle r'} parallela a {\displaystyle r} e passante per il punto {\displaystyle P.}

### Gruppo generale lineare
Con {\displaystyle \mathrm {GL} (n,K)} oppure con {\displaystyle \mathrm {GL} _{n}(K)} si indica il gruppo delle matrici sopra un campo {\displaystyle K} che sono invertibili. Questo esempio è preso dal gruppo generale lineare {\displaystyle \mathrm {GL} (2,\mathbb {R} )}. Ricordiamo che tale gruppo ha come legge di composizione interna l'usuale moltiplicazione riga per colonna di matrici
{\displaystyle g_{1}g_{2}={\begin{pmatrix}a&b\\c&d\end{pmatrix}}{\begin{pmatrix}a^{'}&b^{'}\\c^{'}&d^{'}\end{pmatrix}}={\begin{pmatrix}aa^{'}+bc^{'}&ab^{'}+bd^{'}\\ca^{'}+dc^{'}&cb^{'}+dd^{'}\end{pmatrix}}\neq g_{2}g_{1},\quad \forall g_{1}\ g_{2}\in G}
quindi un gruppo non abeliano e faremo vedere che ci sono sottogruppi normali e non. Tale gruppo ammette elemento neutro ed elemento inverso
{\displaystyle I={\begin{pmatrix}1&0\\0&1\end{pmatrix}},\qquad A^{-1}={\frac {1}{|A|}}{\begin{pmatrix}d&-b\\-c&a\end{pmatrix}}}
Prendiamo come {\displaystyle G} il particolare gruppo moltiplicativo delle matrici a due parametri (abbiamo due parametri noti {\displaystyle b=0,\ d=1}),
{\displaystyle G=\left\{g\in G|{\begin{pmatrix}a&0\\c&1\end{pmatrix}}\colon a,c\in \mathbb {R} ,a\neq 0\right\},}
e consideriamo come sottogruppo {\displaystyle H} di {\displaystyle G} ad un parametro (abbiamo tre parametri noti {\displaystyle b=0,\ d=1} come prima e {\displaystyle a=1}):
{\displaystyle H=\left\{{\begin{pmatrix}1&0\\c^{'}&1\end{pmatrix}}\colon c^{'}\in \mathbb {R} \right\}.}
Fissiamo una matrice {\displaystyle 2\times 2} da {\displaystyle G} e vogliamo trovare la generica classe laterale sinistra rispetto H sapendo che non sono in numero finito come nel caso del gruppo S3, cioè:
{\displaystyle {\begin{pmatrix}a&0\\c&1\end{pmatrix}}H=\left\{{\begin{pmatrix}a&0\\c&1\end{pmatrix}}{\begin{pmatrix}1&0\\c^{'}&1\end{pmatrix}}\colon c^{'}\in \mathbb {R} \right\}=\left\{{\begin{pmatrix}a&0\\c+c^{'}&1\end{pmatrix}}\colon c^{'}\in \mathbb {R} \right\}=\left\{{\begin{pmatrix}a&0\\c^{''}&1\end{pmatrix}}\colon c^{''}\in \mathbb {R} \right\}}
mentre la generica classe laterale destra
{\displaystyle H{\begin{pmatrix}a&0\\c&1\end{pmatrix}}=\left\{{\begin{pmatrix}1&0\\c^{'}&1\end{pmatrix}}{\begin{pmatrix}a&0\\c&1\end{pmatrix}}\colon c^{'}\in \mathbb {R} \right\}=\left\{{\begin{pmatrix}a&0\\c+ac^{'}&1\end{pmatrix}}\colon c^{'}\in \mathbb {R} \right\}=\left\{{\begin{pmatrix}a&0\\c^{''}&1\end{pmatrix}}\colon c^{''}\in \mathbb {R} \right\}={\begin{pmatrix}a&0\\c&1\end{pmatrix}}H.}
Cioè le classi laterali sinistre sono costituite da tutte le matrici di {\displaystyle G} che hanno lo stesso elemento in alto a sinistra come le classi laterali destre. Quindi il
sottogruppo {\displaystyle H} è normale in {\displaystyle G,} mentre se consideriamo il sottogruppo
{\displaystyle K=\left\{{\begin{pmatrix}a^{'}&0\\0&1\end{pmatrix}}\colon a^{'}\in \mathbb {R} -\{0\}\right\}}
essendo
{\displaystyle {\begin{pmatrix}a&0\\c&1\end{pmatrix}}K=\left\{{\begin{pmatrix}a&0\\c&1\end{pmatrix}}{\begin{pmatrix}a^{'}&0\\0&1\end{pmatrix}}\colon a^{'}\in \mathbb {R} -\{0\}\right\}=\left\{{\begin{pmatrix}aa^{'}&0\\ca^{'}&1\end{pmatrix}}\colon a^{'}\in \mathbb {R} -\{0\}\right\}=\left\{{\begin{pmatrix}a^{''}&0\\c^{''}&1\end{pmatrix}}\colon a^{''},c^{''}\in \mathbb {R} -\{0\}\right\}}
{\displaystyle K{\begin{pmatrix}a&0\\c&1\end{pmatrix}}=\left\{{\begin{pmatrix}a^{'}&0\\0&1\end{pmatrix}}{\begin{pmatrix}a&0\\c&1\end{pmatrix}}\colon a^{'}\in \mathbb {R} -\{0\}\right\}=\left\{{\begin{pmatrix}aa^{'}&0\\c&1\end{pmatrix}}\colon a^{'}\in \mathbb {R} -\{0\}\right\}=\left\{{\begin{pmatrix}a^{''}&0\\c&1\end{pmatrix}}\colon a^{''}\in \mathbb {R} -\{0\}\right\}}
ne concludiamo che le classi sinistre hanno due parametri variabili ({\displaystyle a^{''},c^{''}}), mentre quelle destre hanno un parametroo variabile ({\displaystyle a^{''}}) e quindi
{\displaystyle {\begin{pmatrix}a&0\\c&1\end{pmatrix}}K\neq K{\begin{pmatrix}a&0\\c&1\end{pmatrix}},}
cioè {\displaystyle K} è non normale in {\displaystyle G.}

## Azione di gruppo e orbita
Un sottogruppo {\displaystyle H} di un gruppo {\displaystyle G} si utilizza per definire l'azione di {\displaystyle H} su {\displaystyle G} in due modi naturali. L'azione destra,
{\displaystyle {\begin{aligned}G\times H&\to G\\(g,h)&\mapsto gh\end{aligned}}}
e l'azione sinistra,
{\displaystyle {\begin{aligned}H\times G&\to G\\(h,g)&\mapsto hg.\end{aligned}}}
L'orbita dell'elemento {\displaystyle g\in G} sotto l'azione destra coincide con la classe laterale sinistro {\displaystyle gH\subseteq G}, mentre l'orbita sotto l'azione sinistra è il laterale destro {\displaystyle Hg\subseteq G}.